# Grand Prix de la Ville de Nice Bernard-Secly
Groupe III
Le Grand Prix de la Ville de Nice Bernard-Secly est une course de steeple-chase de groupe III réservée aux chevaux de 5 ans et plus. Cette épreuve se dispute sur la distance de 4 600 mètres et se déroule au mois de janvier sur l'hippodrome de Cagnes-sur-Mer. L'allocation totale actuelle est de 140 000 €. C'est l'une des plus anciennes courses hippiques de province.

## Palmarès
| Année | Vainqueur       | Pays   | Père               | Jockey              | Entraîneur            | Propriétaire              | Deuxième      | Troisième         | Temps         |
| ----- | --------------- | ------ | ------------------ | ------------------- | --------------------- | ------------------------- | ------------- | ----------------- | ------------- |
| 2022  | Hasard de Brion | France | Axxos              | Adrien Merienne     | Pierre-Jean Fertillet | Robert Aubaud             | Peggy         | Manon des Sources | 5 min 37 s 87 |
| 2021  | Berjou          | France | Holy Roman Emperor | Nathalie Dessouter  | David Windrif         | C. Trecco / G. Salussolia | Diamant Brut  | Sterkranz         | 5 min 37 s 35 |
| 2020  | Berjou          | France | Holy Roman Emperor | Nicolas Gauffenic   | David Windrif         | C. Trecco / G. Salussolia | Meredith      | Achour            | 5 min 26 s 70 |
| 2019  | Achour          | France | Limnos             | Dylan Ubeda         | François-Marie Cottin | Écurie Centrale           | Rasango       | Grand Départ      | 5 min 30 s 31 |
| 2018  | The Reader      | France | Lando              | Jacques Ricou       | Mickaël Seror         | Pierre Goral              | Capivari      | Mallorca          | 5 min 37 s 90 |
| 2017  | Mallorca        | France | Falco              | Ludovic Philipperon | Patrice Lenogue       | Hubert de Waele           | Tosca la Diva | My Maj            | 5 min 39 s 40 |